# Все святые (картина)

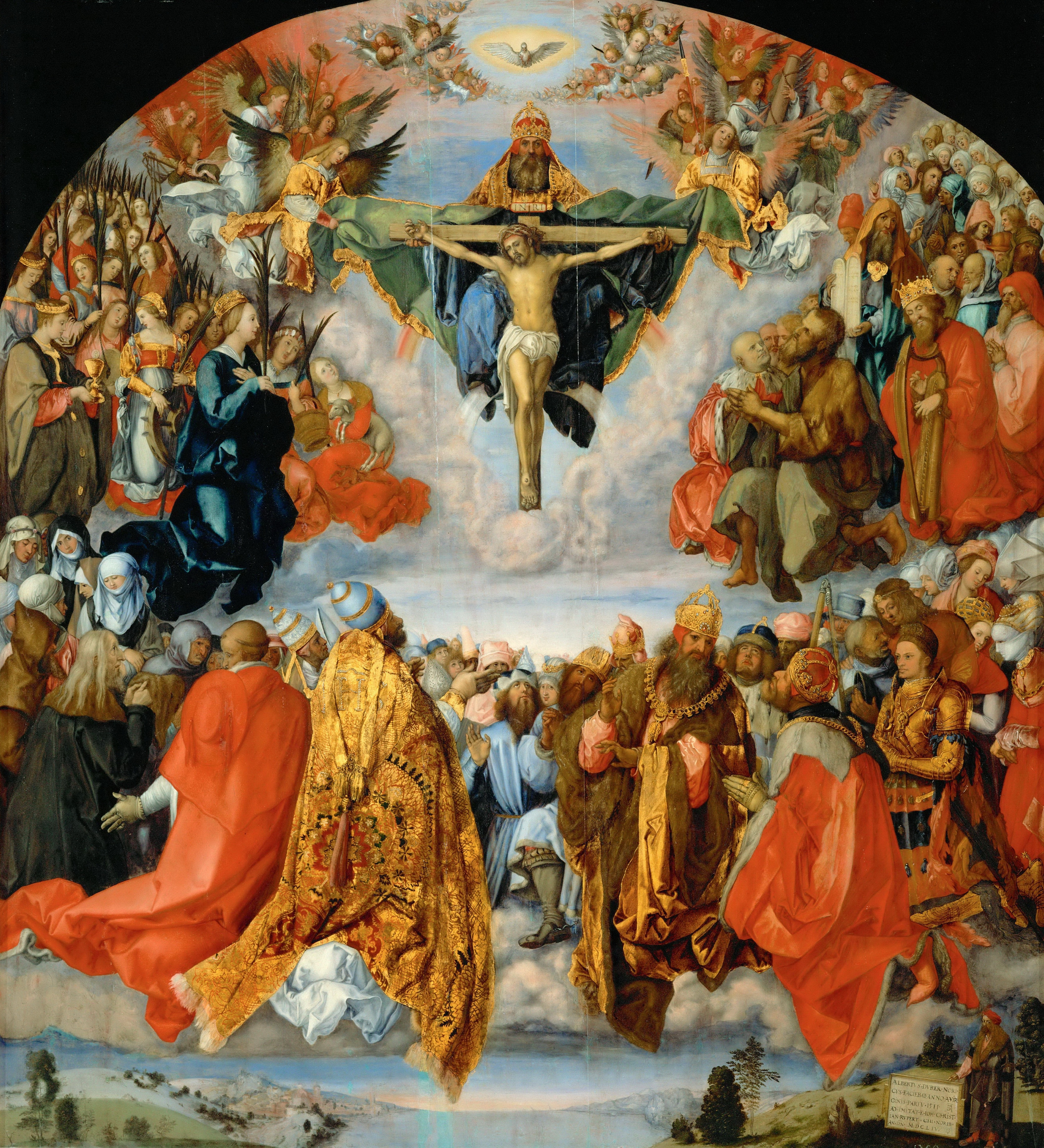
«Все Святые» Дюрера, художественно-исторический музей, Вена (1511 год; масло по дереву)

Картина на сюжет «Все́ святы́е» (нем. Allerheiligenbild) — в христианском искусстве один из распространённых способов художественного изображения святых и небес..
«Все святые» — термин, включающий в себя всех святых, как канонизированных (см. список святых), так и оставшихся неизвестными при жизни и оттого непочитаемых. Ему тождественен термин «Церковь Торжествующая» (та, что на Небесах, где Бог, святые, ангелы и праведники; в отличие от Церкви Воинствующей — на земле, включающей папу, священников и всех верующих). Официальное начало празднования дня Всех Святых относится к 835 году.
В литературе сюжету соответствует сочинение Иакова Ворагинского «Золотая легенда» (жития святых; ок. 1260 года).

## Изображения
Ранним примером художественного изображения всех святых является сакраментарий X века, ныне хранящийся в библиотеке Гёттингенского университета, изображающий по центру Агнца, а вокруг него — ряды поклоняющихся ему святых и ангелов.
К XIV веку сюжет подвергся изменениям: центрального Агнца вытеснили Троица и Бог в облике папы, и на престоле, возле Бога, стала появляться Дева Мария. Сюжетом «все святые» иллюстрировали в Средние века сочинение Блаженного Августина «О граде Божьем» (413—427 годы). В период Ренессанса получил широкое распространение как часть алтарных образов.

## Источник сюжета
Источником сюжета является часть Библии — «Откровение Иоанна Богослова» (5:11—13 и 7:9—14), читавшееся на литургии:

5:11—13: И я видел, и слышал голос многих Ангелов вокруг престола и животных и старцев, и число их было тьмы тем и тысячи тысяч, которые говорили громким голосом: достоин Агнец закланный принять силу и богатство, и премудрость и крепость, и честь и славу и благословение. (…)

7:9—14: После сего взглянул я, и вот, великое множество людей, которого никто не мог перечесть, из всех племен и колен, и народов и языков, стояло пред престолом и пред Агнцем в белых одеждах и с пальмовыми ветвями в руках своих. И восклицали громким голосом, говоря: спасение Богу нашему, сидящему на престоле, и Агнцу! И все Ангелы стояли вокруг престола и старцев и четырёх животных, и пали перед престолом на лица свои, и поклонились Богу, говоря: аминь! благословение и слава, и премудрость и благодарение, и честь и сила и крепость Богу нашему во веки веков! Аминь. И, начав речь, один из старцев спросил меня: сии облеченные в белые одежды кто, и откуда пришли? Я сказал ему: ты знаешь, господин. И он сказал мне: это те, которые пришли от великой скорби; они омыли одежды свои и убелили одежды свои Кровию Агнца.